# Амбрус (Іванчна Гориця)
Амбрус (словен. Ambrus) — поселення в общині Іванчна Гориця, Осреднєсловенський регіон, Словенія. Висота над рівнем моря: 355,2 м.